# ケプラー46
ケプラー46 (英: Kepler-46) とは、こと座の方向に約2590光年離れた場所に位置する恒星である。ケプラーによる2009年以降の観測から、少なくとも2つの惑星からなる惑星系が存在することが知られている。太陽とほぼ同じ質量 (太陽質量の90％) であるが、年齢はおよそ100億年である。KOI-872 という別名で呼ばれる場合もある。

## 惑星系
ケプラー46bは、ケプラー46系において発見された最初の惑星である。ケプラーによって取得されたデータの詳細な分析を通じて発見された。ケプラー46cは、ケプラー46bのトランジット時刻の変動の分析を通じて、外部に公開されているケプラーの観測データを使用して外部の研究グループによって発見された。ケプラー46cの発見を報告する論文では、さらに未確定の惑星候補 KOI-872.03 (KOI-872d) が存在することが明らかにされた。複数の手法による検証によりこの惑星の存在が確認され、ケプラー46dという名前が与えられた。
ケプラー46bは、木星の質量よりわずかに小さい質量を持つガス惑星である。2番目の惑星ケプラー46cは、ケプラー46bのトランジット時刻の変動から発見された最初の惑星の1つである。この惑星候補 KOI-872c はこの手法を用いて99％の信頼度で惑星であることが確認され、この検出手法 (トランジット時刻変動) は将来的にさらなる太陽系外惑星、そして太陽系外衛星を検出し得る手段であることが示された。この2番目の惑星は、わずか34日間で主星を公転している最初に発見された惑星 (ケプラー46b) に重力的な影響を及ぼしている。
観測データは、ケプラー46cが57日間の公転周期を持つほぼ土星質量の天体であることを示している。また、約6.8日の周期で周回しているさらなる別の惑星の存在を示唆している。この惑星は後に存在が確認された。
惑星が検出された方法は、海王星が発見された方法と似ている。この方法では、新しい惑星は既に存在することが判明している別の惑星の動きに重力的に影響を及ぼすことによって検出される。
| 名称 （恒星に近い順） | 質量                  | 軌道長半径 （天文単位） | 公転周期 (日)            | 軌道離心率            | 軌道傾斜角        | 半径                     |
| --------------------- | --------------------- | ----------------------- | ------------------------ | --------------------- | ----------------- | ------------------------ |
| b                     | 0.885+0.374 −0.343 MJ | 0.1971±0.0001           | 33.648+0.004 −0.005      | 0.0321+0.0069 −0.0078 | 89.04±0.14°       | 0.810+0.035 −0.36 RJ     |
| c                     | 0.362±0.016 MJ        | 0.2811±0.0003           | 57.325+0.116 −0.098      | 0.0354+0.0057 −0.0059 | 88.66+0.26 −0.27° | —                        |
| d                     | —                     | 0.0679±0.0035           | 6.76671+0.00013 −0.00012 | 0(assumed)            | 88.55+0.49 −0.69° | 0.1510+0.0094 −0.0098 RJ |